# 弦楽四重奏曲第1番 (サン＝サーンス)
弦楽四重奏曲第1番（げんがくしじゅうそうきょくだい1ばん）ホ短調作品112は、カミーユ・サン＝サーンスが1899年に作曲した弦楽四重奏曲。

## 概要
本作が書き上げられた1899年、サン＝サーンスは64歳になっていた。彼は出版社に宛ててこう記している。「もし私がこの四重奏曲を書いていなかったとしたら、評論家たちはそれを根拠にありとあらゆる結論を導き出したことでしょう。そして私の生来の気質が作曲を阻んだのだ、そのせいで1曲も書くことが出来なかったのだという発見をするのです!（中略）この不可欠な仕事を仕上げるまでは早死にすることを恐れ、ゆっくり休めませんでした。もう心配はなくなったのです。」
曲はウジェーヌ・イザイに献呈され、イザイは1899年12月21日のコンセール・コロンヌの演奏会で本作を初演している。彼はサン＝サーンスに謝意を伝えるとともに、次作が生まれることを願っているという期待を伝えている。曲は第1ヴァイオリンの目立つ時間が非常に多くなっている。
ヴァンサン・ダンディは著書の『作曲法講義』の中で本作を循環形式の好例をして引き合いに出しつつも、セザール・フランクの方がその取り扱いに長けていると述べる。一方、多くの評論家はフランクを外様であり腐敗していると罵る一方、本作をフランスの四重奏史における傑作と歓迎した。断片的な対位法的書法の流動性により、異なる音色が織りなす構造がこの作品の際立った特徴となっている。

## 演奏時間
約31分。

## 楽曲構成

### 第1楽章
Allegro 6/8拍子 - Più allegro 4/4拍子 ホ短調
ソナタ形式。75小節に及ぶ冒頭のアレグロ部は序奏と見ることが可能である。この序奏部は弱音器を付けた状態で奏され、ここに含まれる素材は後の展開部やコーダで姿を見せることになる。序奏部の13小節目からの材料を譜例1に示す。
譜例1
弱音器を外してピウ・アレグロとなり、序奏にはなかった素早い動きが入ってくる（譜例2）。第1主題はこの16分音符の音型と形を同じくするもので、第1ヴァイオリンによって奏されていく。
譜例2
第2主題は単一の旋律要素で形作られており、譜例3に示されるように4小節のうちに2オクターヴ以上の音域を用いる。はじめチェロによって提示された後、ヴィオラ、ヴァイオリンへと歌い継がれていく。
譜例3
全ての楽器が各々の高音域に至り、結尾では次第に下降してくる。展開部は譜例2に開始する。経過部に現れていた付点のリズムが呼び水となり、新しい主題に基づくフガートが開始される（譜例4）。
譜例4
全楽器のユニゾンで静まった後は、付点のリズムとフガートの主題によるカノンが繰り返される形で進行する。展開部は譜例3、結尾部の材料、第1主題の要素を出して終わりを迎える。譜例2の再現を匂わせたところで、曲は全休止を挟み序奏部である譜例1の再現へと進む。これ以降も第1主題の再現が訪れることはない。続いて第2主題がホ長調で再現されると、結尾部のあった位置にフガートの主題による別の楽句が据えられる。チェロが経過部に由来する付点のリズムを奏してコーダに入り、第1ヴァイオリンの華麗な走句とともに終わりを迎える。

### 第2楽章
Molto allegro quasi presto 2/3拍子 ホ短調
三部形式。他の楽器がピッツィカートで伴奏する中、第1ヴァイオリンが主題を奏でる（譜例5）。主題は続いて3連符になって繰り返される。
譜例5
さらにヴィオラや第2ヴァイオリンに主題が移り、第1ヴァイオリンが対旋律を奏でるなどしながら、主題を反復して進んでいく。中間部はフーガである。ただし、フーガの提示部と展開部はホモフォニックな挿入句で隔てられており、2つの展開部の間にも経過句が差し挟まれている。主題は低音側から順に提示されて4声のフーガとなる（譜例6）。
譜例6
最初の展開では5回にわたりストレッタでの主題の入りがあり、対旋律と組み合わされる。第2の展開部では提示部に由来する対旋律が聞かれる。第1ヴァイオリンと他の楽器の掛け合いによる推移から主部に戻り、最初の部分とほぼ同様に進められる。コーダはポコ・メノに速度を落として中間部フーガの主題を用いて4声で開始するが、まもなく和声的な進行が取って代わる。最後は譜例5が回想されて、ごく静かに幕が下ろされる。

### 第3楽章
Molto adagio 3/4拍子 イ長調
自由な形式を取る。第1ヴァイオリンにより息の長い主題が提示される（譜例7）。
譜例7
続く経過部では第1ヴァイオリンがアパッショナートに駆け回るのを、他の楽器が下支えする。ピアニッシモの推移を経て譜例8の副次主題に到達する。ハ長調のように記譜されているが、和声的にはイ短調が示唆される。
譜例8
続いて主要主題の再現となるが、全ての音がスタッカートの付された16分音符に置き換えられ、大きく変えられた姿で出てくる。これは譜例7を圧縮した形を基本としている。譜例8の再現が後続し、簡潔なコーダがフラジオレットによって結ばれる。

### 第4楽章
Allegro non troppo 4/4拍子 ホ短調
ロンド形式。第1ヴァイオリンがロンド主題を提示し（譜例9）、第2ヴァイオリンとヴィオラが対になって伴奏を行う。ペインはこの主題には第1楽章序奏部の主題と類似した部分があると指摘する。
譜例9
最初のエピソードはハ長調で始まる譜例10で、これはやがてホ短調へと戻っていく。
譜例10
第1ヴァイオリンによる急速な動きを挟み、次なるエピソードが変イ長調で奏される（譜例11）。
譜例11
譜例9の再現となり、ほぼ提示された際の形のままで繰り返される。先と同様に譜例10が続き、譜例11もニ長調で後を追う。譜例11による展開が始まり、譜例9も加わって発展する。譜例9がこれまでとは異なる形で再現を受け、その後は譜例10のリズムを聞かせつつ第1楽章序奏からの主題が引用される。モルト・アレグロのコーダはロンド主題をトレモロを用いて変形したものに始まり、第1ヴァイオリンがアルペッジョやスケールを駆使した華麗なパッセージを披露して、華やかに全曲を締めくくる。